# Marcellia leptacantha
Marcellia leptacantha är en amarantväxtart som beskrevs av Albert Peter. Marcellia leptacantha ingår i släktet Marcellia och familjen amarantväxter. Inga underarter finns listade i Catalogue of Life.